# Корд-Хворд-е Софла
Корд-Хворд-е Софла (перс. كردخوردسفلي) — село в Ірані, у дегестані Баят, у бахші Новбаран, шагрестані Саве остану Марказі. За даними перепису 2006 року, його населення становило 78 осіб, що проживали у складі 19 сімей.

## Клімат
Середня річна температура становить 11,27 °C, середня максимальна – 30,57 °C, а середня мінімальна – -10,08 °C. Середня річна кількість опадів – 257 мм.
| Клімат поселення                              | Клімат поселення | Клімат поселення | Клімат поселення | Клімат поселення | Клімат поселення | Клімат поселення | Клімат поселення | Клімат поселення | Клімат поселення | Клімат поселення | Клімат поселення | Клімат поселення | Клімат поселення |
| Показник                                      | Січ.             | Лют.             | Бер.             | Квіт.            | Трав.            | Черв.            | Лип.             | Серп.            | Вер.             | Жовт.            | Лист.            | Груд.            |                  |
| Середній максимум, °C                         | 5,81             | 6,83             | 11,81            | 17,88            | 22,76            | 28,72            | 30,57            | 30,09            | 25,49            | 19,57            | 12,62            | 6,87             |                  |
| Середня температура, °C                       | −2,14            | −1,11            | 3,86             | 9,93             | 14,80            | 20,79            | 24,54            | 24,06            | 19,47            | 13,55            | 6,58             | 0,84             |                  |
| Середній мінімум, °C                          | −10,08           | −9,04            | −4,09            | 1,99             | 6,87             | 12,84            | 18,52            | 18,04            | 13,44            | 7,52             | 0,56             | −5,19            |                  |
| Норма опадів, мм                              | 34               | 34               | 47               | 38               | 32               | 5                | 1                | 1                | 0                | 11               | 21               | 33               |                  |
| Середньомісячна швидкість вітру, м/с          | 1.88             | 2.33             | 3.06             | 3.10             | 2.61             | 2.44             | 2.51             | 2.34             | 2.20             | 2.12             | 1.86             | 1.46             |                  |
| Середньомісячна сонячна радіація, кДж/м²·день | 8681             | 11585            | 14294            | 17906            | 21991            | 26518            | 26006            | 23695            | 20244            | 14687            | 10627            | 8567             |                  |
| --------------------------------------------- | ---------------- | ---------------- | ---------------- | ---------------- | ---------------- | ---------------- | ---------------- | ---------------- | ---------------- | ---------------- | ---------------- | ---------------- | ---------------- |
| Джерело:                                      |                  |                  |                  |                  |                  |                  |                  |                  |                  |                  |                  |                  |                  |